# Гротталье
Гротталье (итал. Grottaglie) — коммуна в Италии, располагается в регионе Апулия, в провинции Таранто.
Население составляет 32 746 человек (2008 г.), плотность населения составляет 309 чел./км². Занимает площадь 101 км². Почтовый индекс — 74023. Телефонный код — 099.
Покровителями коммуны почитаются San Francesco di Geronimo и святой Кир (San Ciro), празднование 31 января.

## Демография
Динамика населения:

## Администрация коммуны
- Официальный сайт: http://www.comune.grottaglie.ta.it